# British American Tobacco
Pour les articles homonymes, voir BAT.

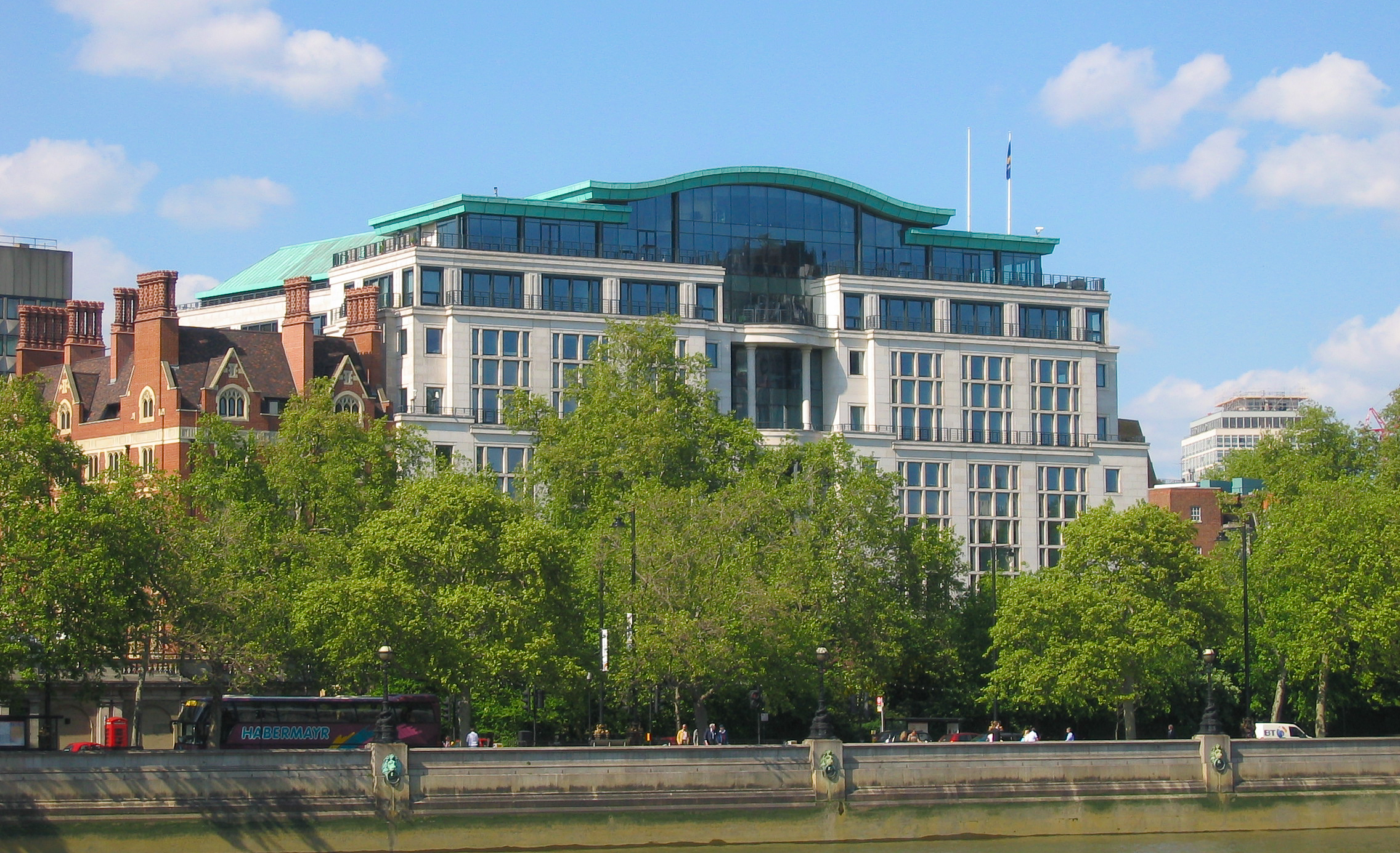
Le siège à Londres.

British American Tobacco (BAT) est un des plus importants producteurs de tabac et de cigarettes au monde, possédant notamment les marques Pall Mall, Gladstone, Dunhill, Lucky Strike, Kent, Winfield, Vogue, Players, Parisienne et Alain Delon. Le siège est implanté à Londres au Royaume-Uni.
BAT est, en 2012, le deuxième plus grand producteur de tabac au monde en nombre de ventes, après Philip Morris International. BAT a une position de leader sur les marchés de plus de 50 pays et opérations.

## Histoire
L'entreprise a été créée en 1902, quand la compagnie Imperial Tobacco de Grande-Bretagne et l'American Tobacco Company des États-Unis se sont réunies en joint-venture. Un accord de non-concurrence a alors été conclu. James Buchanan Duke a été le président de la structure, et l'entreprise a ciblé les pays comme le Canada, la Chine, l'Allemagne, l'Afrique du Sud, la Nouvelle-Zélande et l'Australie (mais pas les États-Unis ou la Grande-Bretagne).
En 1999, British American Tobacco acquiert Rothmans International pour 7,5 milliards de dollars.
En juillet 2014, lors de l'acquisition par Reynolds American de Lorillard pour 25 milliards de dollars, British American Tobacco investit 4,7 milliards de dollars dans la nouvelle entité pour garder le niveau de participation à 42 % dans Reynolds American.
En février 2015, British American Tobacco acquiert les 24,7 % qu'il ne détient pas encore dans Souza Cruz pour 2,3 milliards de livres soit 3,53 milliards de dollars. En septembre 2015, BAT acquiert CHIC Group of Poland, un fabricant polonais de cigarette électronique.
En septembre 2016, British American Tobacco souhaite acquérir les activités de production de tabac de Fabrika Duhana Sarajevo, un conglomérat public bosniaque.
En octobre 2016, British American Tobacco annonce l'acquisition des parts qu'il ne détient pas encore dans Reynolds American, soit 57,8 % de l'entreprise, pour 47 milliards de dollars,. En novembre 2016, la direction de Reynolds American rejette cette offre d'acquisition. En janvier 2017, British American Tobacco surenchérit avec une offre à 49,4 milliards de dollars.
En avril 2017, British American Tobacco annonce l'acquisition pour environ 100 millions d'euros de Bulgartabak, entreprise ayant anciennement eu le monopole de la distribution de tabac en Bulgarie et qui est présente en Bulgarie, en Albanie, en Bosnie-Herzégovine, au Kosovo et en Macédoine du Nord.
En décembre 2023, British American Tobacco annonce une dépréciation de ses actifs de 29 milliards de dollars à la suite de la baisse durable de consommation de tabac notamment aux États-Unis.

## Actionnaires
Liste des principaux actionnaires au 2 octobre 2021.
| Spring Mountain Investments                             | 7,56 % |
| Capital Research & Management (International Investors) | 5,06 % |
| Capital Research & Management (World Investors)         | 4,62 % |
| Allan Gray (investment management company) (en)         | 2,99 % |
| The Vanguard Group                                      | 2,95 % |
| Dart Management                                         | 2,61 % |
| BlackRock Fund Advisors                                 | 2,59 % |
| BlackRock Investment Management (Royaume-Uni)           | 2,11 % |
| Legal & General Investment Management                   | 1,90 % |
| Cedar Rock Capital                                      | 1,64 % |

## Activité de lobbying
British American Tobacco participe au financement de lobbies servant ses intérêts tels que l'European Science and Environment Forum, le Social Affairs Unit (en), le Cato Institute et l'Institute of Economic Affairs,.
British American Tobacco est inscrit depuis 2009 au registre de transparence des représentants d'intérêts auprès de la Commission européenne. Il déclare en 2017 pour cette activité des dépenses annuelles d'un montant compris entre 2 250 000 et 2 500 000 euros.
Pour l'année 2017, British American Tobacco déclare à la Haute Autorité pour la transparence de la vie publique exercer des activités de lobbying en France pour un montant qui n'excède pas 100 000 euros.
En juillet 2017, l'Alliance contre le tabac dénonce le lobbying agressif de BAT envers les professionnels de santé impliqués dans la lutte anti-tabac, pour tenter de faire passer sans preuve scientifique le tabac chauffé pour un dispositif à moindre risque.

## Controverses

### Amende versée auprès duHMRC
En novembre 2014, Her Majesty's Revenue and Customs (Recettes et Douanes de Sa Majesté) a infligé une amende de 650 000 £ à la BAT après avoir déterminé que l'entreprise avait surabondé le marché belge en tabac avec une forte probabilité que ces produits se retrouvent illégalement au Royaume-Uni, les taxes d'accise britanniques n'étant pas payées.

### Contrebande de tabac en Afrique
Le trafic de cigarettes fabriquées par la British American Tobacco a participé au financement de groupes djihadistes ou séparatistes au nord Mali via, entre autres, un système d’excédent d'approvisionnement du pays en tabac permettant le départ de milliards de cigarettes vers la contrebande.

### Corruption et menaces en Afrique
En 2015, un épisode de l'émission "Panorama" de la BBC a révélé que l’entreprise soudoyait des fonctionnaires au Rwanda, au Burundi ainsi qu’au Kenya en échange d’une application défaillante de la Convention-cadre de l'OMS concernant la lutte antitabac dans ses pays. L’émission a présenté des documents fournis par Paul Hopkins, ancien salarié de l’entreprise. Cette dernière a nié les accusations.
En 2017, il a été signalé que la BAT et d'autres entreprises du secteur du tabac ont usé d’un mélange de menaces et d'intimidations pour arrêter ou limiter l'application de la législation antitabac dans au moins huit pays africains. Un document indique qu'en Ouganda, la BAT a soutenu que le Tobacco Control Act allait à l'encontre de la Constitution du pays. Un autre document prouve que des avocats agissant au nom de BAT ont demandé que la Haute Cour du Kenya « annule dans son intégralité" la législation antitabac »
L'Office des fraudes graves a ouvert une enquête en août 2017 sur la base du dossier des preuves fournies par l'ancien employé Paul Hopkins. La procédure d'examen repose sur les allégations d’Hopkins selon lesquelles la BAT aurait versé des pots-de-vin à des fonctionnaires au Kenya, au Burundi, au Rwanda et aux Comores pour saper la réglementation de la lutte antitabac sur le marché africain qui est le seul marché en croissance. L’entreprise a réagi en déclarant qu’Hopkins était « un ancien employé escroc » et en affirmant qu’étant présente dans 200 pays, elle ne pouvait garantir entièrement le respect des règles,. 
Dans un rapport publié en septembre 2021, l'ONG Stop affirme que l'industriel a déployé un système de corruption visant à influencer les politiques de santé publique de plusieurs pays du continent. Le rapport souligne l'existence de 601 502 dollars répartis en 236 paiements douteux au Burundi, aux Comores, en République démocratique du Congo (RDC), au Kenya, au Malawi, au Rwanda, au Soudan, en Tanzanie, en Ouganda et en Zambie. 
Toujours en septembre 2021, une enquête de la BBC accuse l'entreprise d'avoir négocié plusieurs centaines de milliers de dollars de pots-de-vin en 2013 avec le parti de Robert Mugabe alors au pouvoir au Zimbabwe. 

### Commercialisation du tabac dans des pays instables et des zones de conflit
En août 2017, l'ancien employé et lanceur d’alerte, Paul Hopkins, a divulgué des documents internes de l’entreprise à la presse, affirmant que la British American Tobacco poursuivait ses efforts pour commercialiser et vendre ses produits dans des pays instables, profondément appauvris et dans des zones de conflit, notamment en Somalie, au Soudan du sud, en Syrie et en Irak.
Les documents divulgués présentent les stratégies visant à poursuivre les ventes de cigarettes via le marché noir dans les régions de Somalie contrôlées par le groupe islamiste Al-Shabaab mais aussi les plans visant à développer « un portefeuille de marques pertinentes pour le consommateur » et une « croissance durable… en volume » au Soudan du sud, deux jours seulement avant que le pays n'obtienne son indépendance, ainsi que le marketing actif et la croissance de la marque de cigarettes Kent en Irak et en Syrie, malgré des « marchés volatiles » alors que se poursuivent des combats en Irak et en Syrie.

### Lobbying au Pakistan et au Panama
En avril 2015, des experts médicaux et des militants anti-tabac ont accusé Philip Barton, le haut-commissaire britannique au Pakistan, de faire du lobbying pour les intérêts de BAT. Ils ont publié des photos montrant Barton participant à une réunion le 13 mars de la même année à Islamabad, où des cadres de BAT ont tenté de convaincre le ministre pakistanais des Finances et de la Santé d'opposer son veto aux projets exigeant des avertissements sanitaires de grande taille sur les paquets de cigarettes. Cette activité a été jugée contraire à la politique du Foreign and Commonwealth Office (FCO).
Elle faisait suite à un incident antérieur au cours duquel l'ambassadeur britannique au Panama avait été réprimandé pour une activité similaire au nom de l'entreprise quelques années auparavant.

### Travail des enfants
Les conditions de travail dans les fermes vendant du tabac à la BAT au Malawi ont fait l’objet d’accusations portant sur le travail d’enfants dans ces fermes,.
En 2014, un rapport de Human Rights Watch présente les conditions de travail d’enfants dans les plantations de tabac aux États-Unis. Des centaines de milliers d’enfants, les plus jeunes âgés de 7 ans, travaillent dans des champs fournissant la British American Tobacco (et d’autres cigarettiers) en dehors des normes internationales en vigueur. Selon HRW, les enfants travaillent jusqu’à 6 jours par semaine, de 50 à 60 heures hebdomadaires en étant confrontés à de fortes chaleurs.

## Identité visuelle

Ancien logo.
Logo actuel.